# オレゴン・ヴォーテックス
オレゴン・ボルテックス、（Oregon Vortex、オレゴン・ボルテックス、オレゴンの渦）とは、アメリカ合衆国オレゴン州ゴールドヒルにある娯楽施設・観光名所のことである。施設の所有者は超自然現象の起こる地であると主張しているが、懐疑主義者などは錯視を利用したものとみている。地元の言い伝えによると、1890年にこの地に建てられた金の含有量を調べるための建物が、傾いて建てられていたのがこの施設の起源になっているのだという。
人間は、建物の壁は垂直であり床は水平であると無意識のうちに思いこんでいるが、もしその前提が崩れていると、感覚的な混乱を来すことになる。オレゴン・ボルテックスにある数多くの建物には、このような錯覚を起こさせるための様々な仕掛けが施されている。中でも有名なのは、背景に細工をすることで、立つ位置によって人の身長が変化するように見える家であろう。
同じような施設に、岐阜県養老町の養老天命反転地やペンシルベニア州のローレル・ケイバーン（Laurel Caverns）、カリフォルニア州サンタ・クルーズのミステリー・スポット（Mystery Spot）などがある。